# داگلاس هوگ، اولین ویکنت هیلشام
داگلاس هوگ، اولین ویکنت هیلشام (انگلیسی: Douglas Hogg, 1st Viscount Hailsham؛ ۲۸ فوریه 1872 – ۱۶ اوت ۱۹۵۰) سیاست‌مدار و وکیل بریتانیایی و از اعضای حزب محافظه‌کار بود.